# Filetas z Kos
Filetas z Kos (IV/III wiek p.n.e.) – grecki poeta, gramatyk i wychowawca Ptolemeusza II Filadelfosa. Prekursor poetyckiej szkoły aleksandryjskiej. Z dzieł, które napisał, a były wśród nich m.in. elegie miłosne poematy i epigramy, do naszych czasów przetrwały fragmenty gramatycznej pracy poświęconej m.in. słownictwu Homera Ataktoj glossaj (Nieuporządkowane wyrazy), fragmenty poematu heksametrycznego Hermes i pisanego dystychem elegijnym poematu Demeter. 